# Dragon Ball GT - L'ultima battaglia
Dragon Ball GT - L'ultima battaglia (悟空外伝！勇気の証しは四星球?, Gokū Gaiden! Yūki no Akashi wa Sūshinchū, lett. "La storia parallela di Goku! La prova del suo coraggio è la sfera dalle quattro stelle") è l'unico special TV su Dragon Ball basato sulla serie Dragon Ball GT, andato in onda per la prima volta in Giappone tra l'episodio 41 ed il 42 il 26 marzo 1997 mentre, in Italia, è stato trasmesso il 24 dicembre 2003 su Italia 1, e solo in seguito è stato distribuito in DVD.
Si tratta dell'ultima edizione italiana di una produzione di Dragon Ball che vede Paolo Torrisi nei panni sia di direttore del doppiaggio, che voce del personaggio di Goku adulto, prima della sua morte (avvenuta due anni dopo).
Star Comics ne aveva precedentemente pubblicato l'anime comic nel 2001 per poi ristamparlo, successivamente, nel 2002 durante la trasmissione TV della serie.

## Trama
Cento anni dopo la sconfitta dei 7 Draghi malvagi da parte di Goku, Pan è ancora in vita, sebbene anziana, e ha un nipote che è identico a Goku da bambino, chiamato Goku Jr., o semplicemente Goku come suo nonno. Egli doveva avere una passione per le  arti marziali, doveva sfruttare le sue potenzialità e per non venire deriso da altri ragazzini. Quando Pan si ammala, però, decide di cercare la sfera del drago posseduta in passato dalla sua famiglia sperando, così, di poter esprimere il desiderio di far guarire sua nonna. Intraprende, così, il viaggio affrontandolo come un bambino normale e timoroso, inconscio delle proprie potenzialità. Lungo la strada, stringe amicizia con Puck, uno dei bulli che erano soliti prendersi gioco di lui, e, senza rendersene conto, trovandosi attaccato da vari mostri, riesce a trasformarsi in Super Sayan e a sconfiggerli.
Alla fine, raggiunge la sua meta, ma appare misteriosamente il suo antenato Goku, il quale gli spiega che un'unica sfera del drago che non basta per esprimere il desiderio; per fortuna, però, Pan lo raggiunge e sta bene: il suo malessere era passeggero e non grave, insieme a lei c'è Puck (precedentemente rimasto indietro e caduto in un burrone). Mentre Goku Jr. esulta e ringrazia credendo che sia merito della sfera, Goku (dopo essere scomparso) gli dice che ad aiutarli è stato il suo coraggio, e lo incoraggia ulteriormente dicendogli di non cambiare e di non arrendersi mai. Goku Jr. torna a casa con Puck e Pan portando con sé la sfera per custodirla in memoria di suo nonno.

### Nuovi personaggi

Goku Jr. in una scena del film

- Goku Jr. (孫悟空Jr.?, Son Gokū Junia): il protagonista, identico al suo antenato Goku da bambino, compare anche nell'ultimo episodio di Dragon Ball GT ambientato dopo lo speciale: in quell'occasione combatte contro il discendente di Vegeta, Vegeta Jr., in un Torneo Tenkaichi ed entrambi dimostrano di sapersi trasformare in Super Sayan. É il bisnipote del personaggio di Pan, nipote abiatica del Goku originale protagonista femminile della serie televisiva di Dragon Ball GT.
- Puck (パック?, Pakku): prima un bullo che, insieme a due altri amici, si prendeva gioco di Goku Jr., ma, da quando ha sentito che quest'ultimo vuole arrivare al monte Paoz, decide di seguirlo. Così diventano grandi amici, e vivono tante avventure, ma, quasi arrivati a destinazione, egli, che per primo attraversa un ponte barcollante su un profondo burrone, cade a causa di Goku Jr. che lo aveva costretto a tornare sull'altra sponda. Sembra morto fin quando, alla fine del film, torna a prendere Goku Jr. insieme a nonna Pan su un elicottero della polizia.

## Personaggi e doppiatori
| Personaggio | Doppiatore originale | Doppiatore italiano |
| ----------- | -------------------- | ------------------- |
| Goku Jr.    | Masako Nozawa        | Patrizia Scianca    |
| Pan         | Yūko Minaguchi       | Grazia Migneco      |
| Puck        | Tōru Furuya          | Luca Bottale        |
| Mamba       | Miki Itō             | Marina Thovez       |
| Lord Yao    | Ryūzaburō Ōtomo      | Mario Zucca         |
| Susha       | Shin Aomori          | Diego Sabre         |
| Torga       | Kazuyuki Sogabe      | Claudio Beccari     |
| Goku        | Masako Nozawa        | Paolo Torrisi       |
| Narratore   | Jōji Yanami          | Mario Scarabelli    |

## Edizioni home-video
Il film è uscito in DVD distribuito da De Agostini.